# マイトシップ
マイトシップ（英: Mateship）は、オーストラリアにおける助け合いの意識、有名なオーストラリア人気質のことである。

## 概要
マイトシップとは困っている人は必ず助けるという、助け合いの意識である。凡例として、タクシーに乗るときは助手席に座り、後部座席を空けるなどの行動である。これは、運転中（特に長距離）等に話し相手になるということが目的であるといわれている。この習慣は一般人だけでなく首相もそのような習慣を持っている。

## 歴史
イギリスの流刑植民地としてスタートしたオーストラリアでは過酷な気候と広大な大地により、助け合わないと生活が成り立たないような状況であった。また、移民などで構成された開拓者には本国イギリスの階級社会への反発があったためこのような意識を持つようになったともいわれている。ちなみに“Mate”は本来英語読みではメイトだが、マイトと読むのはオーストラリアでの英語が訛りマイトと読むようになったものである。